# Markstein (Gemeinde Feldkirchen)
Markstein (slowenisch Mejnik) ist eine Ortschaft in der Katastralgemeinde Sittich der Stadtgemeinde Feldkirchen in Kärnten in Österreich.

## Geografische Lage

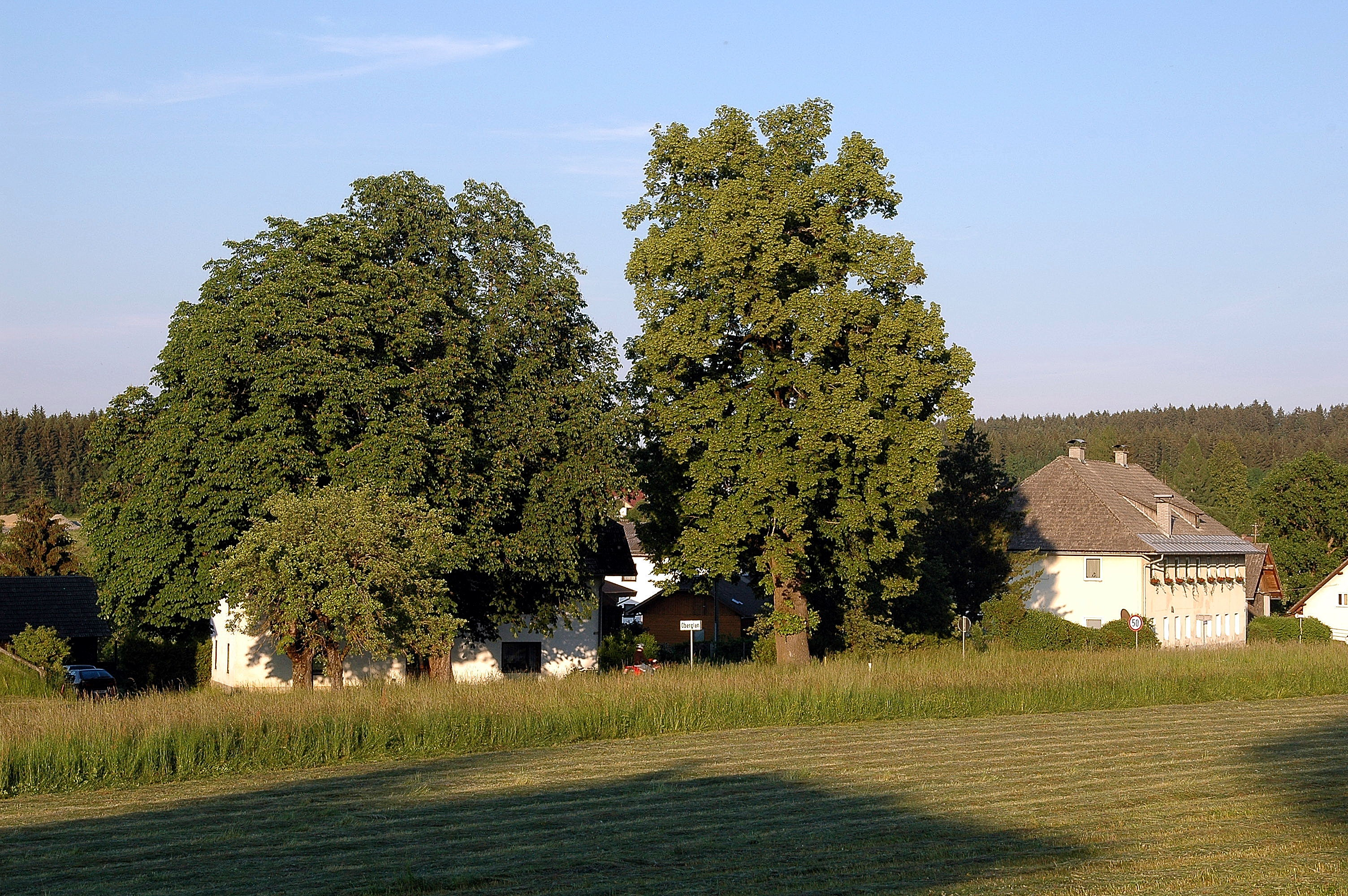
Ortsteil Markstein von Feldkirchen in Kärnten

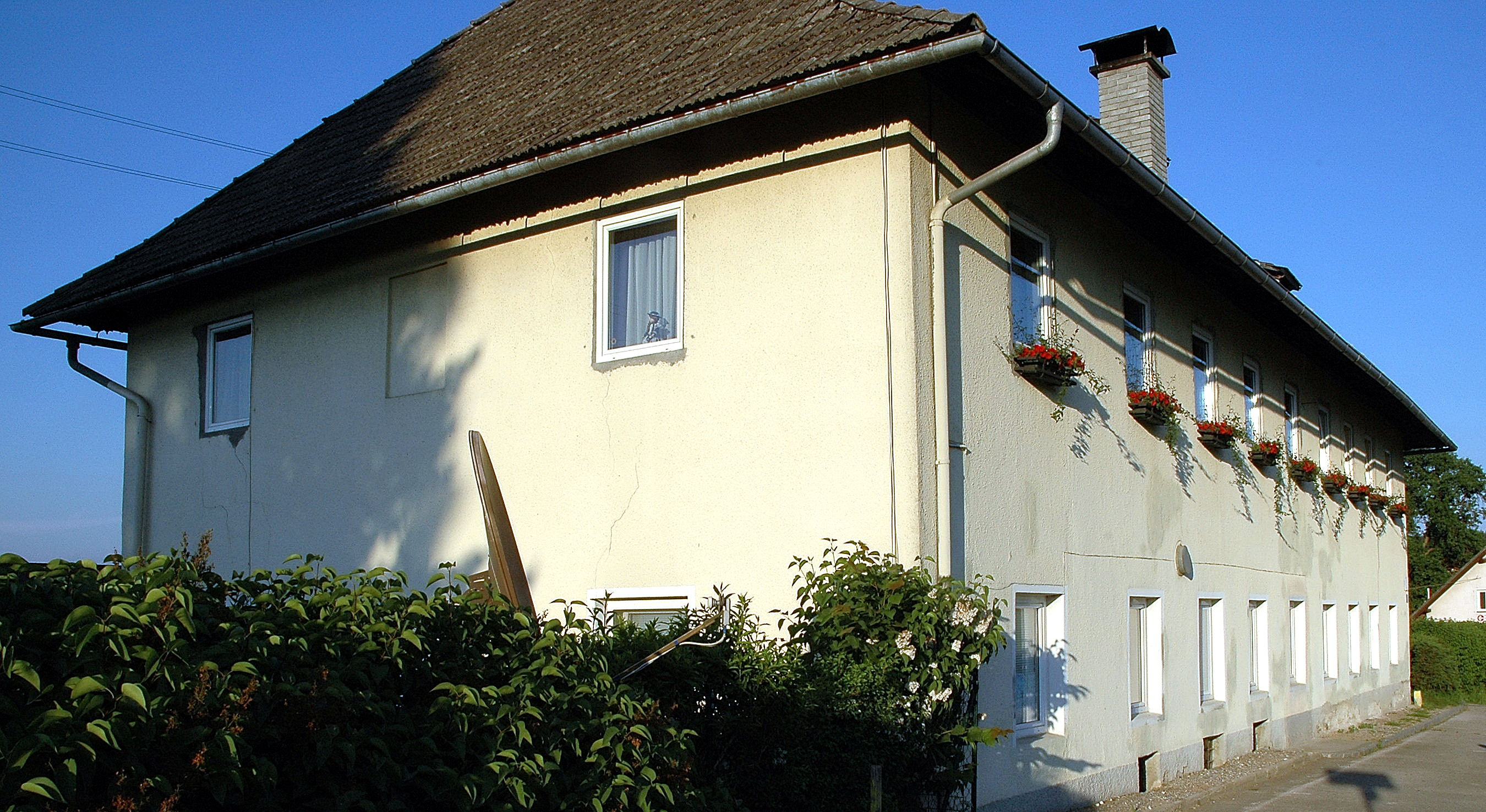
Österreichisches Zollhaus von 1809 an der alten Grenze in Markstein

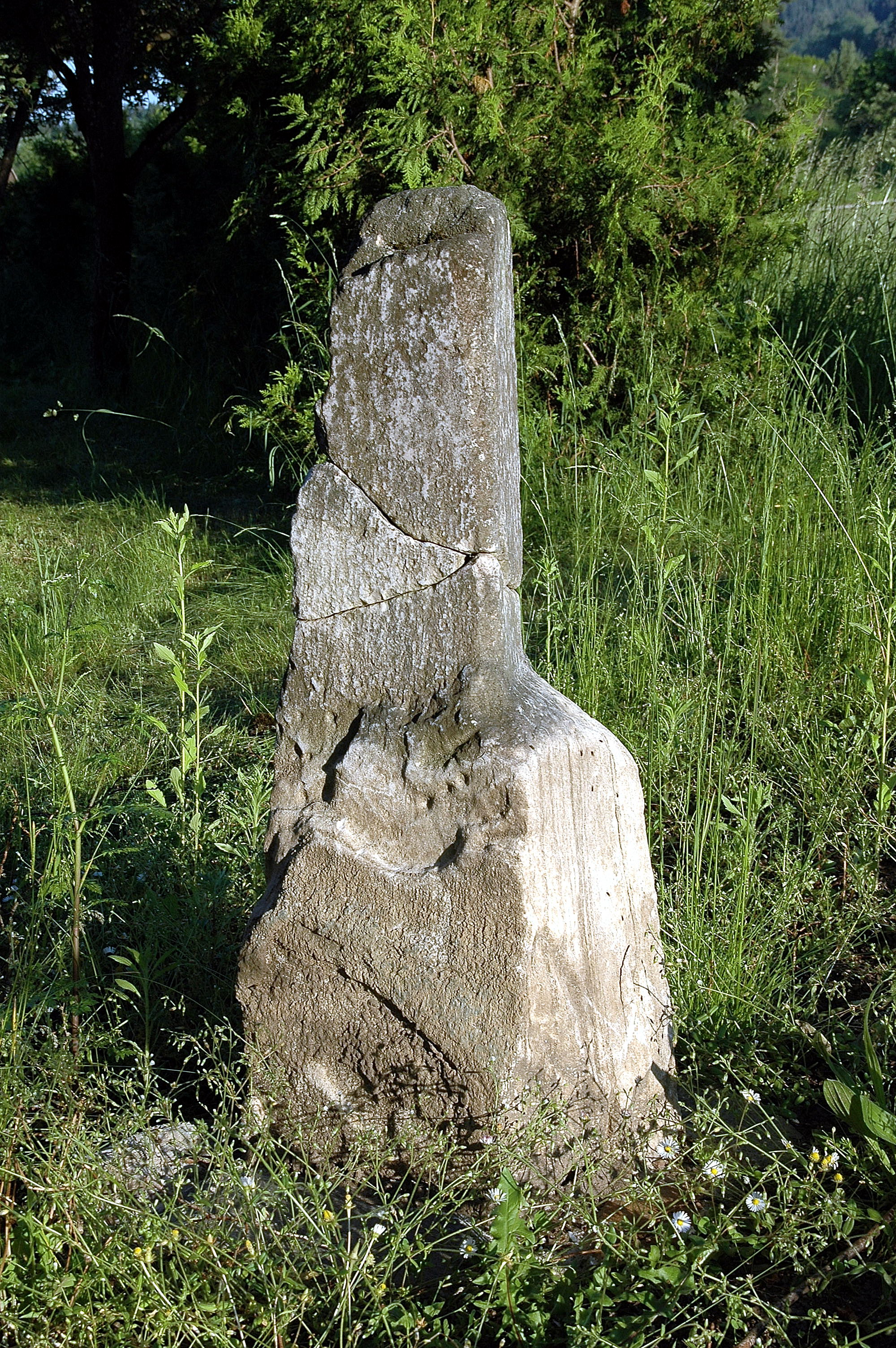
Alter Grenzstein von 1809 in Markstein

Folgt man der alten Bundesstraße (heute: Turracher Straße) von Feldkirchen nach Klagenfurt in südlicher Richtung, so trifft man etwa vier Kilometer vom Feldkirchner Stadtzentrum entfernt auf den Ort Markstein. Markstein hat 551 Einwohner (Stand Volkszählung 2001).

## Geschichte
Der Ort besteht im Wesentlichen aus zwei zur Zeit der Napoleonischen Kriege (1804–1812) errichteten Zollhäusern, einem mächtigen Lindenbaum aus der Zeit Maria Theresias (vor 1780) und dem noch recht gut erhaltenen Grenzstein aus dem Jahr 1809, dem Markstein. Er bestimmt die an dieser Stelle in nord-südlicher Richtung verlaufende, alte Landesgrenze zwischen dem Kaisertum Österreich im Osten und den im Frieden von Schönbrunn 1809 abgetrennten „Illyrischen Provinzen“ im Westen. Nördlich davon wurde ein weiterer Schönmarkstein gefunden und weiter im Süden auf den Höhen des Hohen Gallins noch ein dritter Stein, sodass der seinerzeitige Grenzverlauf eindeutig markiert ist.

## Der namensgebenden Markstein
Vermutlich handelt es sich um einen Sandstein aus dem heute noch genutzten Steinbruch bei Zwattendorf am südlichen Fuß des Göße- oder Veitsbergs. Der Besitzer des Anwesens, auf dem der Markstein steht, gibt weiters an, dass er den Stein vor Jahrzehnten gehoben und gereinigt habe und dabei eine schwach erkennbare Ziffer zum Vorschein kam; er könne jedoch nicht mehr mit Bestimmtheit sagen, ob es eine Sechs oder eine Drei war. Durch unsachgemäße Handhabung beim in Kärnten weit verbreiteten Böllerschießen wurde der Stein stark in Mitleidenschaft gezogen und die Spitze abgetrennt, jedoch lose wieder aufgesetzt. Damit kann der Grenzstein in seiner vollen Größe betrachtet werden.